# Bangiophyceae
Bangiophyceae är traditionellt en av två klasser av rödalger. Den traditionella klassen Bangiophyceae (Bangiophyceae sensu lato) har genom molekylärbiologiska studier visats vara parafyletisk mot den andra traditionella klassen Florideophyceae. Den moderna klassen Bangiophyceae innehåller därför endast ordningen Bangiales. Vissa systematiker räknar dock även in ordningen Cyanidiales i Bangiophyceae, vilket inte stöds av DNA-data.
Bangiophyceae utmärks av en livscykel med två heteromorfa generationer. Gametofytgenerationen är makroskopisk. Livscykeln är således betydligt enklare än hos klassen Florideophyceae.. Algerna är uppbyggda av oförgrenade filament eller en bladliknande bål.
Bangiophyceae i modern betydelse (d.v.s. ekvivalent med ordningen Bangiales) har enligt Algaebase endast 137 arter. De dominerande släktena är Bangia (11 arter) och Porphyra (55 arter) och Pyropia (52 arter). Samtliga släkten ingår i familjen Bangiaceae.
Alger i klassen Bangiophyceae återfinns i både marin miljö och sötvatten.